# Stunder så kära
Stunder så kära är en barnpsalm av evangelisten i Helgelseförbundet Emil Gustafson. Sången har tre 6-radiga verser och en refräng som lyder:
Jesus han ropar fåren vid namn
Och tar små lammen uti sin famn.
När ulfven ryter
Och tåren flyter,
Drar han mig till sin barm.
Texten finns inte omnämnd i Oscar Lövgrens Psalm- och sånglexikon, 1964.

## Publicerad i
- Hjärtesånger 1895 som nr 258 under rubriken Barnsånger med titeln Barnens högtidsstunder.